# Paul Rudish
Paul Rudish – amerykański animator, który brał udział w produkcji takich seriali jak Atomówki, Gwiezdne wojny: Wojny klonów, Laboratorium Dextera oraz Samuraj Jack. Początkowo pracował w Hanna-Barbera, a później w Cartoon Network Studios wraz z Genndym Tartakovskym. Jako animator, używał „klasycznej” techniki malowania na papierze, jest autorem wielu fizycznych rysunków na potrzeby wyżej wymienionych seriali. Studiował animację postaci w California Institute of the Arts. Jest współtwórcą serii Tytan Symbionik, wraz z Tartakovskym oraz ze scenarzystą serialu Samuraj Jack, Bryanem Andrewsem.